# Medicină de Reabilitare
Medicina de Reabilitare este o disciplină medicală care are ca scop reabilitarea - ca și proces de restabilire a funcțiilor fizice, dar și ameliorarea capacității de a permite persoanelor să participe activ în cadrul societății.